# Nambe
El Pueblo Nambé Oweenge (/ˈnɑːmbeɪ/; tewa: Nambe) és un pueblo del Comtat de Santa Fe, Nou Mèxic, Estats Units, proper als pobles Pojoaque i Tesuque. Situat unes 15 milles al nord de Santa Fe a la base de les muntanyes Sangre de Cristo. El Pueblo de Nambé ha existit des del segle xiv i va ser un important centre cultural, econòmic, i religiós en el moment de l'arribada de la colonitzadors espanyols al segle xvii. Nambe va ser un dels Pobles que va organitzar i participar en la Revolta pueblo de 1680. El cens dels Estats Units del 2000 estima la població Nambe en 558 habitants.

## Sinonímia
Nambe és la versió espanyola d'un so similar d'una paraula tewa, que pot ser interpretada en termes generals amb el significat "terra rodona." La paraula "pueblo" es deriva de la paraula espanyola per a "llogaret". Pueblo es refereix a l'estil arquitectònic i al mateix poble.

## Població
El cens dels Estats Units del 2000 registrava una població Nambé de 558 habitants. La població total del Pueblo Nambe, segons el cens del 2010, és de 1.611 habitants. Està habitat per la tribu reconeguda federalment tewa del Pueblo de Nambé.

## Llengua
La llengua nambe és un dialecte del tewa, una llengua del grup kiowa-tano. Tenia 200 parlants el 1967. Segons dades de la BIA del 1995, hi havia 633 apuntats al rol tribal, però segons el cens dels EUA del 2000 hi havia enregistrats 546 individus.

## Història

### Origen i primers anys
Es creu que tots els pobles pueblo són descendents dels Anasazi, possiblement la cultura Mogollon, i d'altres pobles de l'antiguitat. Com els Anasazi abandonaren la seva llar al canyó a causa de l'agitació social i al canvi climàtic; les migracions els van portar finalment a la seva nova llar a Nou Mèxic.

### Contacte amb els europeus
Juan de Oñate arribà a la zona en 1598. Va forçar al Pueblo Nambé, com a altres Pueblos, a pagar impostos amb cotó, collites i mà d'obra. Els missioners catòlics també van arribar a la zona, amenaçant les creences religioses indígenes. Els pueblo foren rebatejats amb noms de sants, i Nambe tindria la seva primera església construïda en la dècada de 1600. Els espanyols també van introduir nous aliments a les comunitats natives, incloent préssecs, pebrots i blat. Un decret reial assignà funcionaris civils a cada Pueblo.